# Заловски мост
Заловският мост (на гръцки: Γέφυρα Καγκέλια, Γεφύρι Καστανιάς, Γεφύρι του Τρικώμου) е каменен мост в Егейска Македония, Гърция.
Намира се на 3 километра южно от село Трикомо (Залово), дем Гревена, на река Венетикос. Мостът е на стария път, свързващ Микроливадо (Лаваница) и Монахити с Гревена. Мостът е с два парапета и има обща дължина 40,50 метра, ширина 2,80 метра и височина 10,30 метра. Построен е от майстор Стерьос Лазос от строителското гревенско село Чирак, като датата на построяването му не е известна. Северната, по-малка арка, пада в 1914 година и е ремонтирана за сметка на свещеник Тасулас Анагносту Апостолидис от Залово. В 1989 година е укрепена с бетон. Мостът е известен като Канкелия (на гръцки парапети), заради високите си каменни парапети. Смята се, че е по-стар от по-долния Азизагов мост на същата река, построен в 1727 година.
В 1995 година мостът е обявен за защитен паметник.